# Saunda
Saunda är en ort (census town) i den indiska delstaten Jharkhand, och tillhör distriktet Ramgarh. Folkmängden uppgick till 81 915 invånare vid folkräkningen 2011.